# 全国人民代表大会常务委员会办公厅研究室
全国人民代表大会常务委员会办公厅研究室（简称全国人大常委会办公厅研究室），是全国人民代表大会常务委员会办公厅内设机构。

## 沿革
1954年全国人大常委会办公厅成立。1955年增设研究室，1958年后撤销。1981年再度增设研究室。下设办公室、经济组、政治组、国际组等。后来升格为副部级机构。下设各局。

## 机构设置
- 一局[5]
- 二局[6][5]
- 三局
- 四局

## 历任领导
全国人大常委会办公厅研究室
| 主任 …… - 程湘清（？—？） - 周成奎（？—？） - 尹中卿（2004年10月—2008年12月） - 沈春耀（2008年12月—2011年4月） - 窦树华（2011年—？） - 郭振华（？—2018年） - 宋锐（2018年—） 巡视员 …… - 王德工（？—？） | 副主任 …… - 阚珂（？—？） - 张朴（？—？，正局级） - 尹中卿（1993年8月—2004年10月） - 李诚（？—？） - 郭振华（？—？） - 宋锐（？—？） - 陈勇（？—？） 副巡视员 …… - 万其刚（？—？） |

| 一局局长 一局副局长 …… - 陈莹（？—？） | 二局局长 …… - 陈勇（？—？） - 艾志鸿（？—？） - 万其刚（？—？） 二局副局长 …… - 万其刚（？—？，副巡视员兼） |

| 三局局长 …… - 杜世伟（？—？） 三局副局长 …… - 郑东（？—？） | 四局局长 …… - 宋锐（？—？） 四局副局长 |